# Staffan Bengtsson (författare)
Staffan Helmer Bengtsson, född 7 januari 1955 i Lund, är en svensk TV-man, författare och filmregissör.
Bengtsson är fil. kand. och har studerat till filmregissör vid Dramatiska Institutet. Han har dock senare verkat främst inom TV, bland annat som producent och programledare, exempelvis för Bästa formen tillsammans med Pernilla Månsson Colt. Mest torde han dock vara känd som ena halvan av K-spanarna tillsammans med Göran Willis. Bengtsson och Willis har producerat över hundra avsnitt av programmet K-märkt och givit ut ett flertal böcker på samma tema. Sommaren 2009 var han ansvarig utställningskommissarie för utställningen Ikea Trådfri på Liljevalchs konsthall i Stockholm, en medialt mycket uppmärksammad händelse. Utställningen Ett två trä på Artipelag var en stor publik framgång. Han har producerat ytterligare ett tiotal utställningar, bland annat på Österlens museum i Simrishamn tillsammans med Pia Stael von Holstein och på Hallwylska museet i Stockholm. 2021 visade Galleri Glas i Stockholm bilder tagna i Paris precis efter covid-19-pandemin av Bengtsson och Kristian Pohl.
För SVT har han 2016 producerat filmen Rokokomaskineriet om Drottningholmsteatern. 
Åren 2007–2010 var Bengtsson chefredaktör och ansvarig utgivare för Svenska slöjdföreningens tidskrift FORM. Han var förlagschef på Arvinius bokförlag 2009–2011 och är sedan 2011 chefredaktör för Magasinet BRUNO.
Staffan Bengtsson tilldelades tillsammans med Göran Willis Olle Engkvist-medaljen 1999 för att de "med högklassig journalistik presenterar förbisedda kvaliteter i modernismens byggnader för en bred publik".